# (5021) Крылания
(5021) Крылания (лат. Krylania) — типичный астероид главного пояса, открыт 13 ноября 1982 года советским астрономом Людмилой Карачкиной в Крымской астрофизической обсерватории и 1 сентября 1993 года назван в честь супруги Петра Капицы Анны Капицы (Крыловой).

## Обнаружение и именование
(5021) Крылания
Открыт 13 ноября 1982 года в Научном Л. Г. Карачкиной.
Назван в честь Анны Алексеевны Капицы (1903— ), дочери Алексея Николаевича Крылова. Она была выдающимся русским математиком и женой известного физика Петра Леонидовича Капицы. Название представлено первооткрывателем по предложению Марии Сергеевны Капицы.
Оригинальный текст (англ.)5021 Krylania
Discovered 1982-11-13 by Karachkina, L. G. at Nauchnyj.
Named in honor of Anna Alexeevna Kapitsa (1903— ), the daughter of Alexei Nikolaevich Krylov. She was an outstanding Russian mathematician and the wife of famous physicist Pyotr Leonidovich Kapitsa. Name proposed by the discoverer following a suggestion by Maria Sergeevna Kapitsa.
Источники: DISCOVERY.DB; M.P.C. 22505.

## Орбита

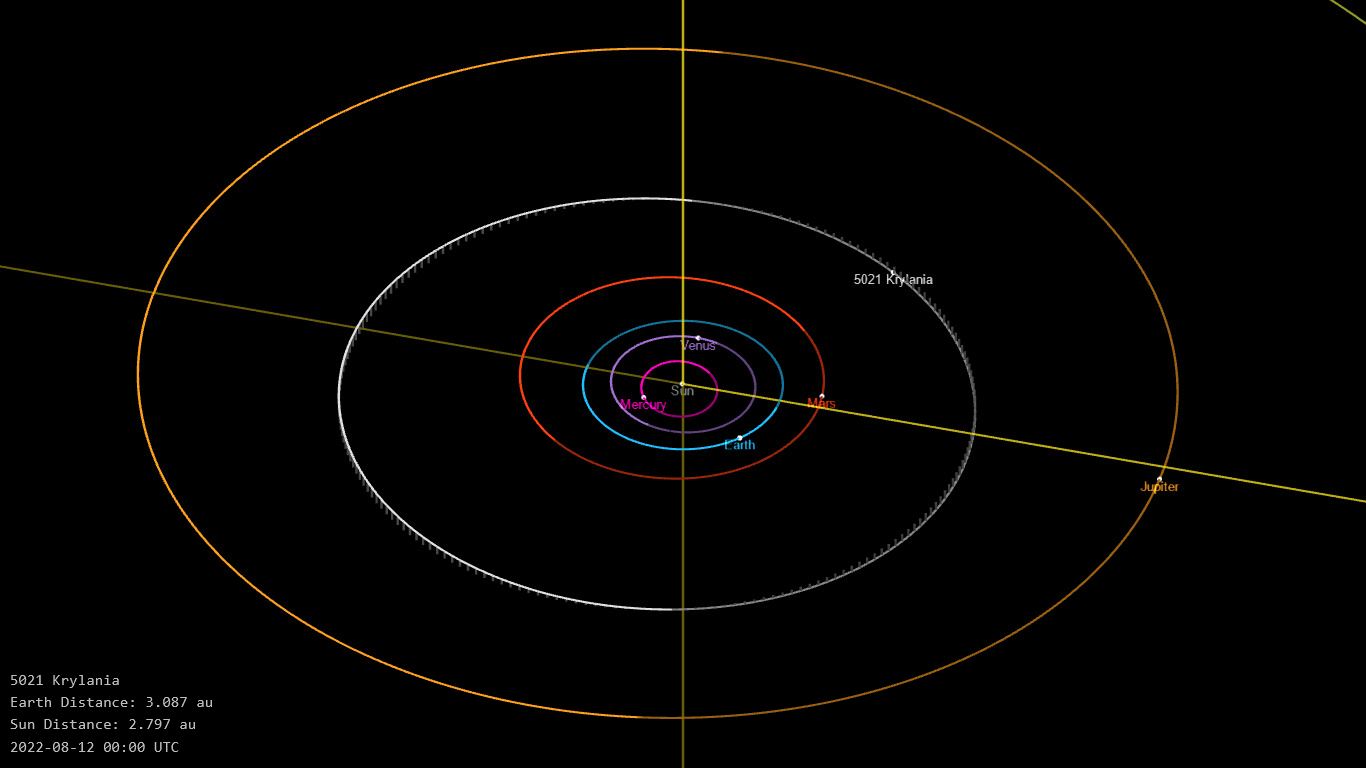
Орбита астероида Крылания и его положение в Солнечной системе

## Физические характеристики
Астероид относится к таксономическому классу C.
По результатам наблюдений в видимом и ближнем инфракрасном диапазоне космического телескопа NEOWISE диаметр астероида оценивался равным 17,519±0,160 км. Согласно тем же источникам альбедо оценивается как 0,0605±0,0077 и 0,061±0,008.